# Вульгрин III (граф Ангулема)

Графство Ангулем на карте Франции 1180 г.

Вульгрин III (фр. Vulgrin III; ок. 1151 — 29 июня 1181) — граф Ангулема с 1179 года из рода Тайлефер. Старший сын Гильома VI Ангулемского и его второй жены Маргариты де Тюренн.
Родился ок. 1151 года.
В 1176 году вместе с отцом участвовал в войне аквитанских феодалов против Ричарда Львиное Сердце, закончившейся победой последнего.
Наследовал отцу в 1179 году, но вскоре умер. После его смерти началась борьба за Ангулем между его братьями Гильомом и Эмаром — с одной стороны, и аквитанским герцогом Ричардом Львиное Сердце, объявившим законной наследницей Матильду — дочь Вульгрина III, а себя — её опекуном.
Жена (1174/76) — Елизавета, дочь Гуго II д’Амбуаз и Матильды де Вандом. Дочь:
- Матильда (1178/1180 — после 1233), титулярная графиня Ангулема. В 1200/1201 вышла замуж за Гуго IX де Лузиньяна.